# Grgar

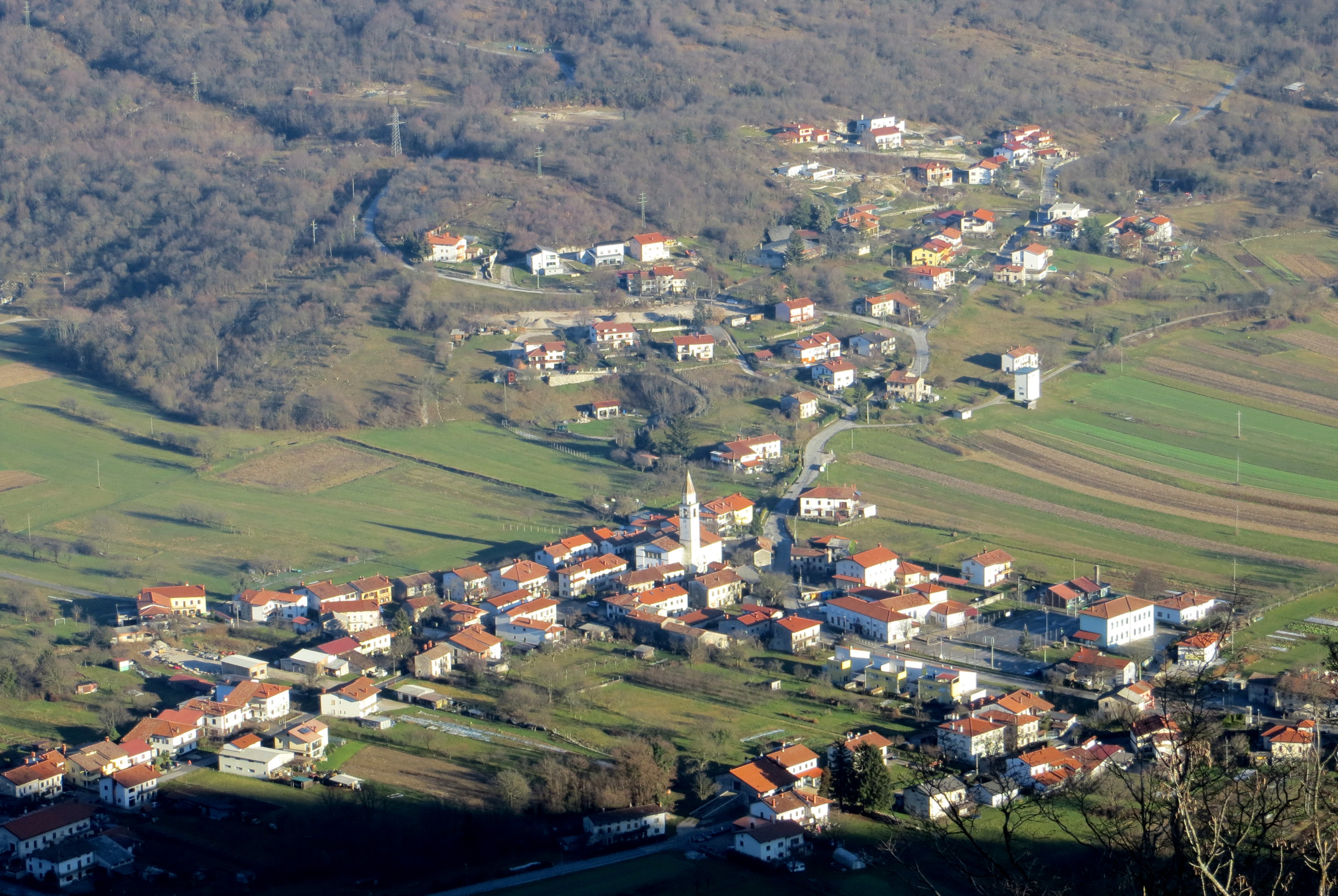
Grgar

Grgar, italienisch Gragaro, ist ein zur Stadtgemeinde Nova Gorica gehörender Ort im Westen Sloweniens in der historischen Landschaft Primorska (Region Goriška).

## Lage
Der Ort liegt unterhalb des Heiligen Bergs (slowenisch: Sveta gora), oberhalb des Soča-Tals und unterhalb der Banjšice-Hochebene.

## Geschichte
Grgar wurde in schriftlichen Quellen erstmals um 1370 als Gaergaer and 1389 als Grêgôr erwähnt.
In Grgar wurden zwei Massengräber aus der Zeit unmittelbar nach dem Zweiten Weltkrieg gefunden: die Gräber des Podgomila-Schachts und des Jošč-Schachts.

## Sehenswürdigkeiten
- Wanderungen und Ausflüge[4]
- Wallfahrtsort Sveta gora